# Eric Blomgren
Eric Blomgren, född 16 mars 1893 i Kungsholms församling, död 3 februari 1971 i Danderyds församling, var en svensk hastighetsåkare på skridskor. 
Blomgren tillhörde som medlem i Söderbrunns IS 1911–1912 eliten i landsvägscykling. Han vann 1911 Skandisloppet och blev tvåa i Mälaren runt. Han deltog på skridsko i Olympiska vinterspelen 1924. Han kom elva på 500 meter och tolva på 5 000 meter.